# Starý zámek u Vidimi
Starý zámek u Vidimi je zaniklý skalní hrad necelý jeden kilometr západně od Vidimi v okrese Mělník. Stál na pískovcové skále v nadmořské výšce okolo 280 metrů. Od roku 1987 je chráněn jako kulturní památka.

## Historie
Písemné prameny o hradu neznáme. Zmínky o predikátu z Vidimi z let 1318 a 1403 se zřejmě vztahují ke zcela zaniklému panskému sídlu ve vesnici. Archeologické nálezy datují dobu života hradu do druhé poloviny 15. století.

## Stavební podoba
Vstup do předhradí byl opevněn šíjovým příkopem. V předhradí se dochovala okrouhlá cisterna vytesaná ve skále. Hradní jádro stálo na několika skalních blocích oddělených úzkými mezerami a jeho jihovýchodní část byla zničena lomem. Ve skále se dochovaly vytesané světničky a na jejím povrchu draže po přemostění a ukotvení dřevěných staveb. Kůlové jamky dokládají ohrazení bedněnou stěnou. Na západní straně stojí skalní věž, na jejímž vrcholu se dochovaly tři draže po nějaké dřevěné stavbě.

## Přístup
Hrad je přístupný odbočkou z modře značené turistické trasy z Chudolaz do Vidimi.